# Эртогрул (фрегат)

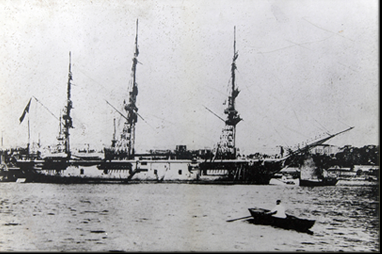

Фрегат «Эртогрул» (1863—1890) — трехмачтовый паровой фрегат военного флота Османской империи. Затонул у берегов Японии после выполнения дипломатической миссии в Японию 18 сентября 1890 года. Известен как символ традиционно добросердечных японо-турецких отношений.

## История

### Постройка фрегата
Эртогрул был построен по заказу 1854 года от султана Абдул-Азиза, построен на судостроительной верфи Ташкызак в Стамбуле и торжественно спущен на воду 19 октября 1863 года в присутствии султана. Он получил своё имя в честь Эртогрула, отца Османа I, основателя Османской империи. 
В 1864 году фрегат совершил плавание в Великобританию, где на него был установлены паровая машина и наиболее современное оборудование, включая электрическое освещение.
18 февраля 1865 года корабль покинул Портсмут вместе с двумя другими османскими кораблями «Косова» и «Хюдавендигар», и вернулся в Стамбул через порты Франции и Испании. Здесь он был пришвартован на Босфоре перед дворцом Долмабахче, а после этого принял участие в подавлении Великой критской революции 1866 года. После этого в правление Абдул-Хамида II корабль был поставлен на стоянку в заливе Золотой Рог.

### Первые контакты Японии и Турции
В ноябре 1878 в Стамбул прибыла эскадра японского военно-морского флота «Сэйки» по пути на учения в Европу. Посол Японии, следовавший с эскадрой, был принят Абдул-Хамидом и награждён медалями.
В 1881 году дворец Йылдыз посетил японский принц Като Хито, который намеревался заключить с Османской империей договоры, касающиеся торговли и обороны.
В октябре 1887 года Стамбул посетил принц Комацу Акихито, представивший султана к высшему ордену Японии, Ордену Хризантемы
.

### Путешествие в Японию
В качестве ответного жеста на визит принца Комацу султан выслал в Японию корабль «Эртогрул» с подарками для японского двора. Незадолго до назначения корабль, после 25-летней службы, прошёл капремонт, и значительная часть дерева была заменена. 14 июля 1889 года корабль с командой из 607 человек, в том числе 57 офицеров, вышел из Стамбула под командованием Али-бея.
13 июня 1890 года в Иокогаме адмирал Али Осман-паша и офицеры корабля были приняты императором Мэйдзи. Ему были вручены подарки и медаль от султана Абдул-Хамида II. Али Осман-паша получил от императора Орден Восходящего солнца первой степени, а командир корабля Али-бей — третьей степени. Другие офицеры также получили медали. Затем офицеров приняла императрица. 14 июня адмирала принял юный принц Ёсихито Тару (будущий император Тайсё), после чего последовал ряд других приёмов.
В течение стоянки в Японии 12 членов экипажа умерли от эпидемии.

### Крушение

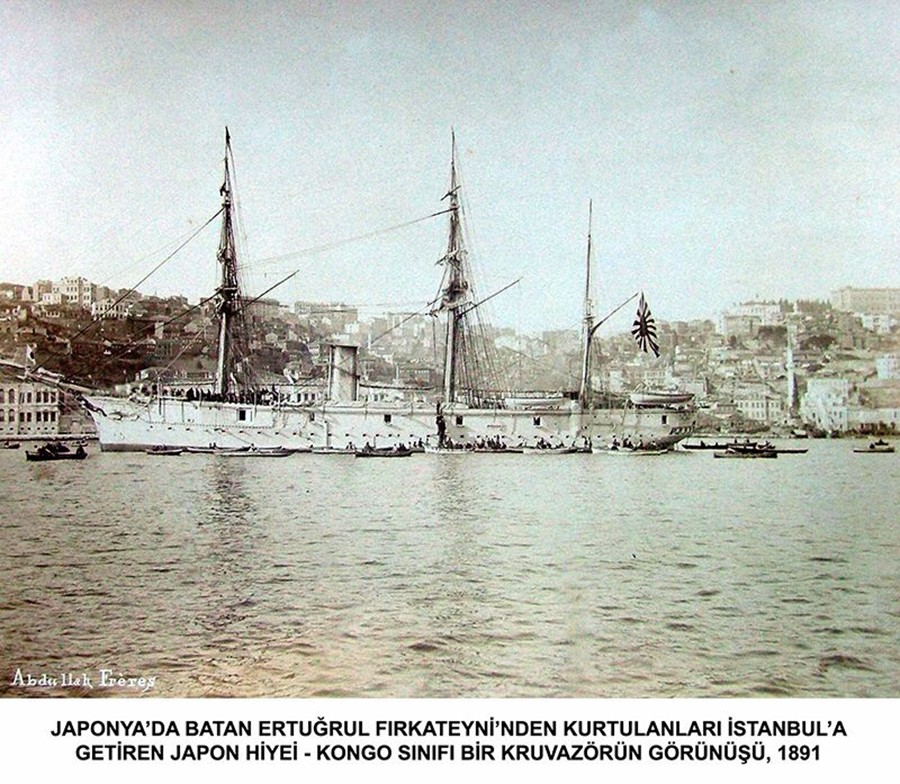
Японский корвет типа Hiei, который доставил выживших членов экипажа фрегата Erturul в Стамбул, 1891 год.

15 сентября 1890 года в полдень «Эртогрул» вышел из Иокогамы курсом на Стамбул. На следующий день после выхода из порта стоявшая ранее хорошая погода изменилась. Стал дуть встречный ветер, который к вечеру усилился.
Корабль со спущенными парусами, сломанной мачтой и затопленным машинно-котельным отделением затонул при первом столкновении с рифами около полуночи 18 сентября 1890 года в районе населённого пункта Кусимото (префектура Вакаяма на острове Хонсю). В кораблекрушении погибли 533 матроса, включая 50 офицеров и командующего адмирала Али Осман-пашу. Спасены были только 6 офицеров и шестьдесят три матроса. Из них 6 не пострадали, 9 понесли значительные травмы, у остальных травмы были лёгкими. После операции по спасению двоих выживших доставили в Кобэ японские гражданские корабли, двоих японский военный корабль и 65 — немецкие канонерские лодки.
Все 69 спасённых были доставлены в Стамбул на борту японских корветов «Конго» и «Хиэй» под командованием Оямы Таканосукэ. Они вышли из Токио в октябре 1890 года и прибыли в Стамбул 2 января. Султан принял офицеров японских кораблей 5 января 1891 года и выразил им свою признательность, наградив медалями. С делегацией прибыл коммерсант Ямада Торадзиро, первый японский бизнесмен, проживающий в Турции, и неофициальный представитель Японии в Стамбуле в течение последующих 20 лет.

## Дань памяти

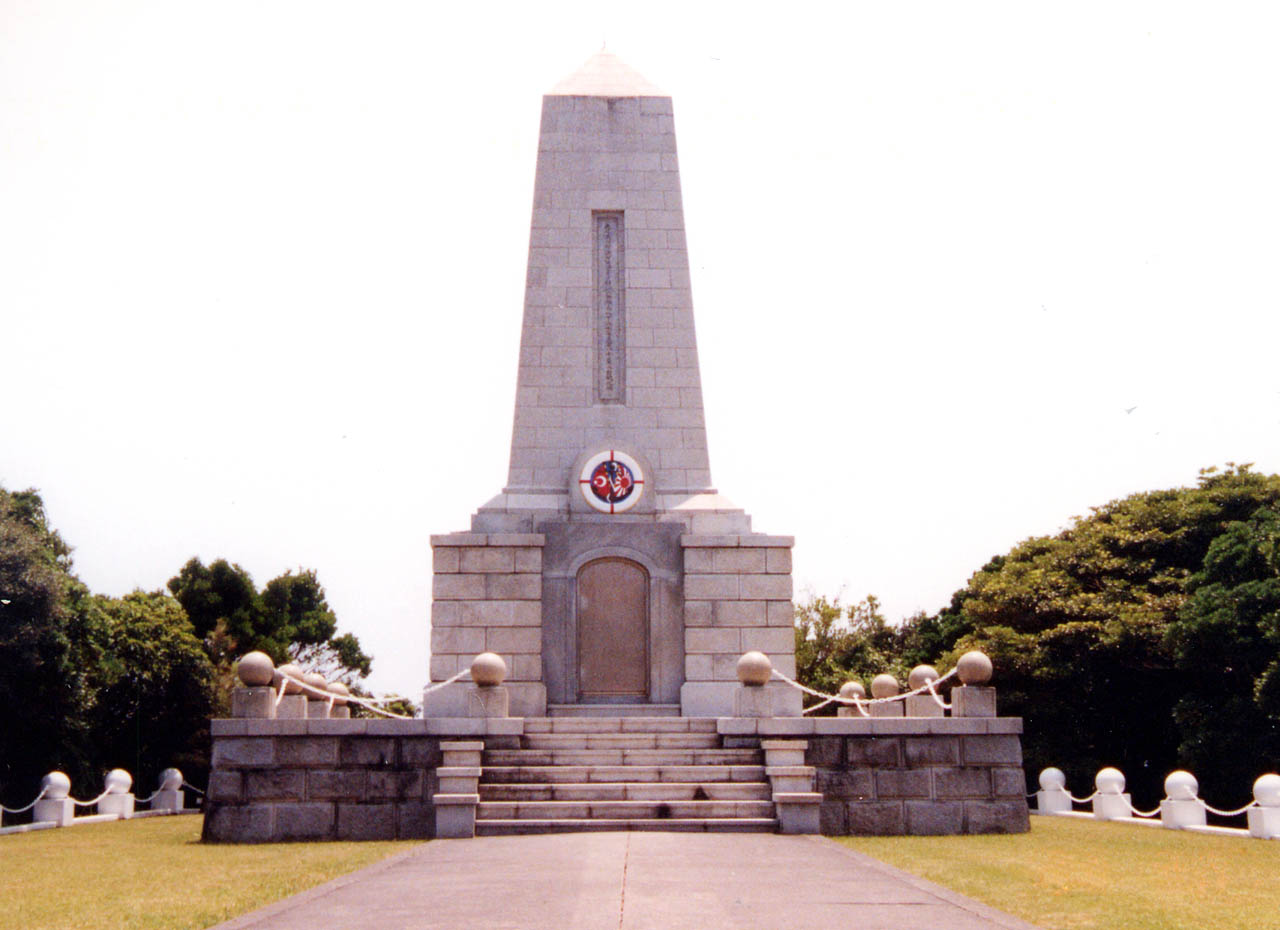
Мемориал турецким матросам в Кусимото

В феврале 1891 для тел 150 матросов «Эртогрула» в Кусимото было учреждено кладбище. Там был установлен мемориал. 3 июня 1939 года кладбище посетил император Хирохито.
В 1972 году в турецком городе Мерсин был установлен Памятник мученикам. В 1974 был открыт Турецкий музей, где представлена модель фрегата «Эртогрул».
День кораблекрушения каждые 5 лет отмечается встречами высокопоставленных лиц Турции и Японии
.